# Mikroregion São Lourenço

Mikroregion São Lourenço

Mikroregion São Lourenço – mikroregion w brazylijskim stanie Minas Gerais należący do mezoregionu Sul e Sudoeste de Minas.

## Gminy
- Alagoa
- Baependi
- Cambuquira
- Carmo de Minas
- Caxambu
- Conceição do Rio Verde
- Itamonte
- Itanhandu
- Jesuânia
- Lambari
- Olímpio Noronha
- Passa Quatro
- Pouso Alto
- São Lourenço
- São Sebastião do Rio Verde
- Soledade de Minas